# Озёрки (Поддорский район)
Озёрки — деревня в Поддорском сельском поселении Поддорского муцниципального района Новгородской области. Население (2010) — 0 человек.
Во время ВОВ населенные пункты в данной местности сильно пострадали от боевых действий. К северо-востоку от деревни Озерки находится урочище Самбатово и Центральное Воинское Захоронение «Самбатово», где покоится около 9000 бойцов и командиров РККА/Советской Армии погибших в период 1942—1944 гг.
1. ↑  Озёрки/ОКАТО. Дата обращения: 17 июня 2019. Архивировано из оригинала 10 апреля 2019 года.
2. ↑  Территориальный орган Федеральной службы государственной статистики по Новгородской области (Новгородстат). Всероссийская перепись населения 2010 года. 12. Численность населения муниципальных районов, поселений, городских и сельских населённых пунктов Новгородской области (2010). Дата обращения: 17 ноября 2018. Архивировано из оригинала 2 февраля 2014 года.